# 7992 Йодзан
7992 Йодзан (7992 Yozan) — астероїд головного поясу, відкритий 28 листопада 1981 року.
Тіссеранів параметр щодо Юпітера — 3,122.
Названо на честь Йодзан (яп. ようざん(鷹山) йо: дзан).